# Messerschmitt Me 328
Il Messerschmitt Me 328 fu un velivolo militare sperimentale multiruolo a propulsione a getto progettato dall'azienda tedesca Messerschmitt nei primi anni quaranta e successivamente affidato per l'iniziale sviluppo alla Deutsche Forschungsanstalt für Segelflug (DFS).
Equipaggiato con una coppia di pulsogetti, venne originariamente progettato nel ruolo di caccia parassita al fine di proteggere le formazioni di bombardieri della Luftwaffe durante la seconda guerra mondiale, ma durante il suo lungo sviluppo vennero suggeriti una grande varietà di altri ruoli senza tuttavia essere mai avviato alla produzione in serie.

## Storia del progetto
Con l'inizio della seconda guerra mondiale e lo spostamento delle ostilità verso il fronte occidentale, le conseguenze, avverse alla Wehrmacht, dello svolgersi della battaglia d'Inghilterra suggerirono al Reichsluftfahrtministerium (RLM), il ministero responsabile dell'aviazione tedesca del periodo, di trovare una soluzione all'eccessiva vulnerabilità dei propri velivoli constatate durante le missioni di bombardamento ad opera della caccia della britannica Royal Air Force.
A tale scopo venne emessa una specifica per la fornitura di un nuovo velivolo che potesse essere trasportato e, tra le caratteristiche, essere equipaggiato con un nuovo tipo di motore che era in fase di sviluppo in quel periodo, il pulsogetto, ad opera della Argus Motoren.
Alla richiesta rispose la Messerschmitt nel 1941, iniziando il progetto del P.1073 che, nelle fasi iniziali, affidò al Deutsche Forschungsanstalt für Segelflug (DFS – Istituto di ricerca tedesco del volo librato) il primo sviluppo basato su velivoli non motorizzati. I prototipi vennero realizzati con la struttura in legno basandosi sull'esperienza acquisita dall'ente tedesco nella costruzione di alianti.
I velivoli, ancora privi di motore, cominciarono le prove di planata nel tardo 1943, portati in volo in configurazione Mistel installati sul dorso di un Dornier Do 217 E o lanciati da una catapulta a terra. I successivi esemplari, equipaggiati con i motori Argus As 014, gli stessi già utilizzati dalle bombe volanti V1, vennero designati Me 328 A quelli destinati al ruolo di caccia e Me 328 B quelli in configurazione da attacco al suolo.
Uno dei vantaggi del progetto era quello di utilizzare prevalentemente materiali non strategici, unendo il beneficio di destinare i metalli verso modelli convenzionali senza gravare ulteriormente sulle risorse, con vantaggio in termini economici, stimando che il costo per la realizzazione di un Me 328 fosse solo un quarto di quello necessario per la costruzione di un caccia Focke-Wulf Fw 190 o un Messerschmitt Bf 109. Durante lo sviluppo venne anche ipotizzato che venissero trainati dai bombardieri pesanti Messerschmitt Me 264.
Le difficoltà nell'integrazione di questi motori con la cellula ne resero tuttavia difficoltoso lo sviluppo fin dall'inizio. Le estreme vibrazioni causate dai pulsoreattori risultavano particolarmente dannose per l'integrità strutturale del Me 328, che era realizzato in legno, ed ebbero come risultato la perdita di due prototipi.
Tuttavia venne suggerita per il modello una grande varietà di ruoli diversi, spaziando da intercettore per difesa di punto, a sistema di difesa aerea imbarcato su sommergibili U-Boot, ad aereo da attacco al suolo. Una varietà di modifiche furono effettuate sui prototipi allo scopo di verificarne l'impiego per queste missioni, provando, inoltre, differenti configurazioni dei motori. Verso la fine del conflitto, il progetto fu riconsiderato come aereo "selbstopfer" (arma suicida o kamikaze). Basato sulla versione Me 328 B venne valutato assieme alla proposta della Fieseler, basata sulla rielaborazione della V1, il Fieseler Fi 103R, ma venne giudicato inadatto anche per questo ruolo. Benché ne fosse stato avviato uno sviluppo con nuova motorizzazione, il Me 328 C equipaggiato con i turbogetto Junkers Jumo 004, anche questa possibilità di sviluppo venne scartata in favore della proposta della Fieseler.
Malgrado tutto questo, i problemi di vibrazione non furono mai risolti ed il programma fu abbandonato nel 1944, nonostante la fabbrica di alianti di Jacob Schweyer fosse stata riadattata per produrre l'aereo.